# Wuhan Open
El Torneig de Wuhan, també conegut com a Wuhan Open, és un torneig de tennis professional que es disputa sobre pista dura. Actualment pertany a la categoria WTA Premier 5 del circuit WTA femení. Se celebra al setembre en el complex Optics Valley International Tennis Center de Wuhan, Xina.
Inicialment es va conèixer amb el nom de Dongfeng Motor Wuhan Open pel patrocini de Dongfeng Motor Corporation. Fou un dels tres nous torneigs celebrats a la Xina l'any 2014, augmentant a sis la quantitat de torneigs disputats en aquest país. Wuhan és la capital de la província de Hubei, la ciutat més important del centre del país, i la ciutat natal de Li Na, la tennista més important de la història del país i que havia de disputar el torneig en l'edició inaugural, però malauradament, va anunciar la seva retirada dies abans del seu inici a causa de les lesions que havia patit durant tot l'any.

## Palmarès

### Individual femení
| Any           | Campiona                                          | Finalista                                         | Resultat                                          |
| ------------- | ------------------------------------------------- | ------------------------------------------------- | ------------------------------------------------- |
| WTA 1000      |                                                   |                                                   |                                                   |
| 2024          | Arina Sabalenka (3)                               | Zheng Qinwen                                      | 6−3, 5−7, 6−3                                     |
| 2023          | Torneig suspès a causa de la pandèmia de COVID-19 | Torneig suspès a causa de la pandèmia de COVID-19 | Torneig suspès a causa de la pandèmia de COVID-19 |
| 2022          | Torneig suspès a causa de la pandèmia de COVID-19 | Torneig suspès a causa de la pandèmia de COVID-19 | Torneig suspès a causa de la pandèmia de COVID-19 |
| 2021          | Torneig suspès a causa de la pandèmia de COVID-19 | Torneig suspès a causa de la pandèmia de COVID-19 | Torneig suspès a causa de la pandèmia de COVID-19 |
| 2020          | Torneig suspès a causa de la pandèmia de COVID-19 | Torneig suspès a causa de la pandèmia de COVID-19 | Torneig suspès a causa de la pandèmia de COVID-19 |
| WTA Premier 5 |                                                   |                                                   |                                                   |
| 2019          | Arina Sabalenka                                   | Alison Riske                                      | 6−3, 3−6, 6−1                                     |
| 2018          | Arina Sabalenka                                   | Anett Kontaveit                                   | 6−3, 6−3                                          |
| 2017          | Caroline Garcia                                   | Ashleigh Barty                                    | 6−7(3), 7−6(4), 6−2                               |
| 2016          | Petra Kvitová (2)                                 | Dominika Cibulková                                | 6−1, 6−1                                          |
| 2015          | Venus Williams                                    | Garbiñe Muguruza                                  | 6−3, 3−0 i retirada                               |
| 2014          | Petra Kvitová                                     | Eugenie Bouchard                                  | 6−3, 6−4                                          |

### Dobles femenins
| Any           | Campiones                                         | Finalistes                                        | Resultat                                          |
| ------------- | ------------------------------------------------- | ------------------------------------------------- | ------------------------------------------------- |
| WTA 1000      |                                                   |                                                   |                                                   |
| 2024          | Anna Danilina Irina Khromacheva                   | Asia Muhammad Jessica Pegula                      | 6−3, 7−6(6)                                       |
| 2023          | Torneig suspès a causa de la pandèmia de COVID-19 | Torneig suspès a causa de la pandèmia de COVID-19 | Torneig suspès a causa de la pandèmia de COVID-19 |
| 2022          | Torneig suspès a causa de la pandèmia de COVID-19 | Torneig suspès a causa de la pandèmia de COVID-19 | Torneig suspès a causa de la pandèmia de COVID-19 |
| 2021          | Torneig suspès a causa de la pandèmia de COVID-19 | Torneig suspès a causa de la pandèmia de COVID-19 | Torneig suspès a causa de la pandèmia de COVID-19 |
| 2020          | Torneig suspès a causa de la pandèmia de COVID-19 | Torneig suspès a causa de la pandèmia de COVID-19 | Torneig suspès a causa de la pandèmia de COVID-19 |
| WTA Premier 5 |                                                   |                                                   |                                                   |
| 2019          | Duan Yingying Veronika Kudermétova                | Elise Mertens Arina Sabalenka                     | 7−6(3), 6−2                                       |
| 2018          | Elise Mertens Demi Schuurs                        | Andrea Sestini Hlaváčková Barbora Strýcová        | 6−3, 6−3                                          |
| 2017          | Chan Yung-jan Martina Hingis                      | Shuko Aoyama Yang Zhaoxuan                        | 7−6(5), 3−6, [10−4]                               |
| 2016          | Bethanie Mattek-Sands Lucie Šafářová              | Sania Mirza Barbora Strýcová                      | 6−1, 6−4                                          |
| 2015          | Martina Hingis Sania Mirza                        | Irina-Camelia Begu Monica Niculescu               | 6−2, 6−3                                          |
| 2014          | Martina Hingis Flavia Pennetta                    | Cara Black Caroline Garcia                        | 6−4, 5−7, [12−10]                                 |